# Verpulus spumatus
Verpulus spumatus is een hooiwagen uit de familie Sclerosomatidae.